# Ufuq
Ufuq e. V. (Eigenschreibweise ufuq.de) ist ein anerkannter Träger der freien Jugendhilfe und in der politischen Bildung und Prävention zu den Themen Islam, antimuslimischen Rassismus und Islamismus aktiv. Mit seinen Angeboten richtet er sich an Pädagogen, Lehrkräfte und Mitarbeitende von Behörden. Ufuq ist arabisch und bedeutet „Horizont“. Seinen Sitz hat der 2007 gegründete Verein in Berlin (mit einer seit Oktober 2015 bestehenden bayerischen Dépendance in Augsburg).

## Tätigkeit
Ufuq bemüht sich um Alternativen zu den aufgeregten Debatten um „Parallelgesellschaften“, religiös begründete Radikalisierung und eine vermeintliche Islamisierung Deutschlands. Der Verein arbeitet an der Schnittstelle von politischer Bildung, Pädagogik, Wissenschaft und politischer Debatte und informiert, berät und unterstützt in den Herausforderungen, die sich in der pädagogischen Arbeit in der Migrationsgesellschaft ergeben können.
Der Verein bietet Beratungen und Fortbildungen, Workshops für Jugendliche und Materialien. Er ist Gründungsmitglied der Bundesarbeitsgemeinschaft religiös begründeter Extremismus (BAG RelEx) und war dort auch mehrere Jahre im Vorstand aktiv. Seit Februar 2015 wird ufuq.de im Rahmen des Programms Demokratie leben! vom Bundesministerium für Familie, Senioren, Frauen und Jugend gefördert. Der Verein wurde im Jahr 2014 für die Workshops Wie wollen wir leben? vom Bündnis für Demokratie und Toleranz ausgezeichnet. Ein Jahr später erhielt er den Präventionspreis der Landeskommission Berlin gegen Gewalt.
Seit Anfang 2020 ist Ufuq gemeinsam mit der Bundesarbeitsgemeinschaft religiös begründeter Extremismus (BAG RelEx) und Violence Prevention Network (VPN) im Kompetenznetzwerk Islamistischer Extremismus (KN:IX) vertreten.